# Proceratium itoi
Proceratium itoi är en myrart som först beskrevs av Auguste-Henri Forel 1918.  Proceratium itoi ingår i släktet Proceratium och familjen myror. Inga underarter finns listade i Catalogue of Life.